# アレクサンドル・プロトポポフ
アレクサンドル・ドミトリエヴィッチ・プロトポポフ（ロシア語: Алекса́ндр Дми́триевич Протопо́пов、ラテン文字表記の例：Alexander Dmitriyevich Protopopov、1866年12月18日 - 1918年10月27日）は、ロシアの陸軍軍人、政治家。最後の内務大臣を務め、グリゴリー・ラスプーチンやアレクサンドラ・フョードロヴナと共に、帝政末期の政治を左右した。内相の地位はラスプーチンの推薦による。
1905年のロシア第一革命後、プロトポポフはロシアを代表するリベラルの政治家となり、「10月17日同盟」からドゥーマ議員に選出された。プロトポポフは、第一次世界大戦中、アレクサンドラ皇后の支持を得て内相に任命されたが、彼の経験不足と精神的不安定さは、戦争がロシアに与えた影響を和らげることができず、帝政崩壊の一因となった。プロトポポフは、政策の失敗、精神状態の悪化、グリゴリー・ラスプーチンとの親密な関係を理由に1917年の二月革命で失脚・逮捕され、十月革命後に発足したボリシェヴィキ政権によりモスクワで処刑された。

## 来歴

### 生い立ち

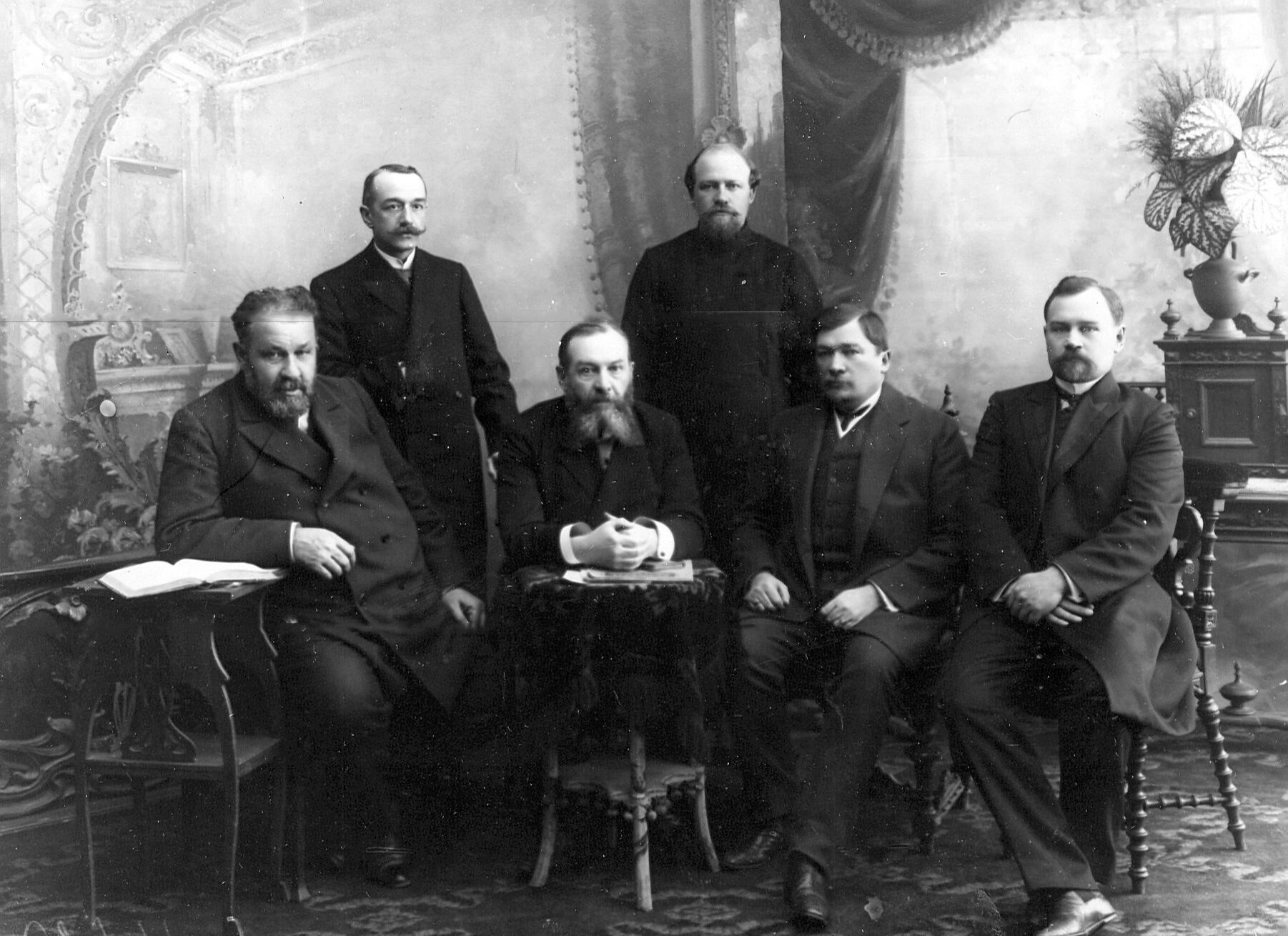
シンビルスク州選出の第3回ゼムストヴォ議員
左から2番目がプロトポポフ

1866年、大土地所有者で織物工場を経営するシンビルスク （アレクサンドル・ケレンスキーとウラジーミル・レーニンの出身地）の世襲貴族の家に生まれる。兄に鉱山技師、弁護士、教師、ジャーナリスト、作家のセルゲイ、サマラ州選出のゼムストヴォ議員のドミトリー。同地出身者には後にロシア革命を主導するアレクサンドル・ケレンスキーやウラジーミル・レーニンがいる。プロトポポフは第1士官候補生隊、ニコラエフ騎兵学校を卒業し、士官候補生として騎馬擲弾兵連隊に配属される。1888年から1890年にかけて、ニコライエフ陸軍士官学校の学生だった。1890年、彼は大尉の階級で、ロシア帝国陸軍を除隊した。
1891年、彼はシンビルスク州の領地に定住した。法学を学んだ後に農業に従事し、機械工場と鋳物工場、2つの製材所、ロシア最大級の生産量を誇るルミャンツェフスカヤ製布工場を所有した。工場はテロで死亡した叔父のニコライ・セリヴェルストフ中将から受け継いだ。
経営者となったプロトポポフは財界との結び付きを強め、活動の拠点をサンクトペテルブルクに移した。

### 国会議員
1907年にドゥーマ（帝国議会）議員に選出され、10月17日同盟に加入する。1908年、彼は国家顧問代理の称号を与えられたが、1909年、国家参事官に昇進した。1914年5月にはドゥーマ議長ミハイル・ロジャンコの下でドゥーマ副議長に就任し、1916年まで務めた後に金属加工産業協議会議長に就任するが、この協議会はドイツ帝国の企業に資本を依存する銀行によって主導されていた。
同年夏にロジャンコの指示により、パーヴェル・ミリュコーフら代表団を率いて訪欧し、連合国との関係強化を図った。プロポトポフは列国議会同盟代表団の団長としてイギリス、フランス、イタリアを歴訪した。代表団は、パーヴェル・ミリュコーフ、アンドレイ・シンガリョフ、マルティーナス・イーチャス 、フェリックス・ラチコフスキー、アレクサンドル・ラドケビッチ、アレクサンドル・ラドケビッチ、ドミトリー・チハチョフ、アレクセイ・オズノビシン、フセボロド・デムチェンコ、ボリス・エンゲルハルト、ウラジーミル・グルコ、アレクサンドル・ヴァシリエフ、アレクセイ・ロストフスキー、ロマン・ローゼンである。訪欧中、プロトポポフはドイツコンツェルンのフーゴ・シュティネスやスウェーデン外務大臣のクヌート・アガソン・ヴァレンベリと会談した。

### 内務大臣

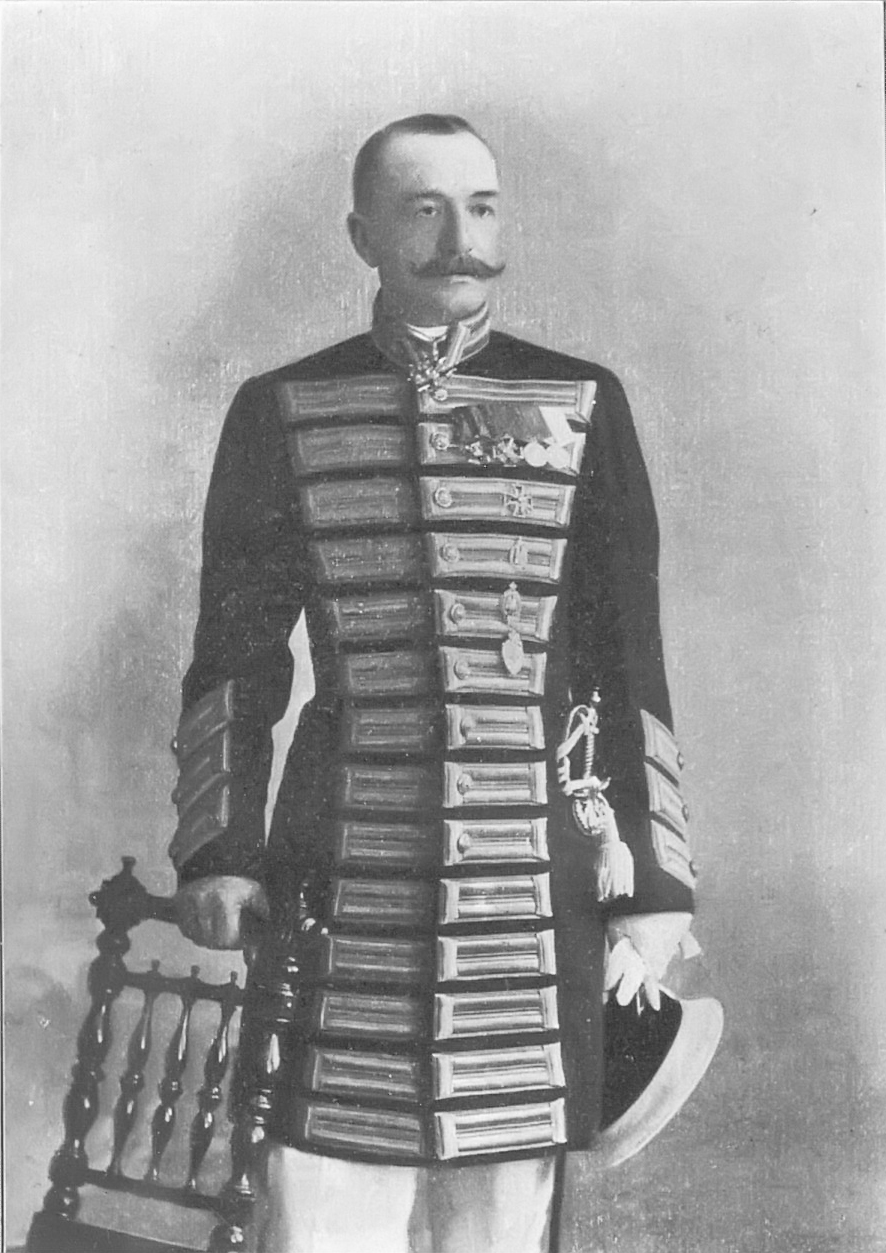
プロトポポフ（1913年）

イギリス・フランスを訪問した後に帰国したプロトポポフはロシア皇帝ニコライ2世に謁見し、「好意的な男」と評価を受け、彼を「私がとても気に入っている人物」と評した。アレクサンドラ皇后は彼を内務大臣に任命するように夫に勧めた。フセボロド・シャホフスコーイの回想録によると、プロトポポフは国家評議会議長ミハイル・ロジャンコと外務大臣セルゲイ・サゾーノフからも大臣に推薦され、イギリス国王ジョージ5世はニコライ2世への親書で、プロトポポフについて熱狂的な評価を与えた。しかし、交戦国であるドイツの財界人と接触したことがニューヨーク・タイムズによって批判された。ニコライ2世はプロトポポフに好感を抱いていたが、彼に官僚としての経験がなく、警察のこともほとんど知らなかった。食料供給や治安維持への適性について不安視していたものの、9月16日に内相に任命した。リチャード・パイプスはこれにより、プロトポポフは内政における「白紙委任」を得たと指摘している。
就任直後、プロトポポフはワシーリー・ティホノヴィチに警察長官のポストを与えた。ペトログラード市長のポストには、ワルシャワ警察署長補佐の アレクサンドル・バルクを推薦した。
1916年11月18日、プロトポポフは皇帝の全面的な同意を得て、モスクワと戦闘地域以外の都市にユダヤ人が登録なしで居住することを許可する通達を出した。
1916年12月22日、内務省はトボリスク県とトムスク県 にゼムストヴォを導入し、同時にアルタイ県をトムスク県から分離することに関する草案を発表した。
ケレンスキーは「ハンサムでエレガント、魅惑的で適度にリベラルな男」とプロトポポフを表現していた。プロトポポフが大臣に任命された瞬間から、ドゥーマは彼を激しく敵視し始めた。プロトポポフのドゥーマでの議席を簒奪しようと様々な試みがなされた。内相就任後のプロトポポフはリベラル色を薄め、専制君主制の維持に努めるようになった。そのため、彼は自由主義の理想を裏切ったと非難され、「狂人」というあだ名が付けられた。
ニコライ2世が親征のためスタフカ（大本営）に常駐するようになると、国政はアレクサンドラ、プロトポポフと彼らを補佐するグリゴリー・ラスプーチン、アレクサンドラの友人であるアンナ・ヴィルボヴァによって動かされるようになった。プロトポポフは首相ボリス・スチュルメルの下で反動的な政策を実行していったが、ロジャンコによると、この頃のプロトポポフは精神的に不安定な状態だったという。10月にプロトポポフは、ロシアの銀行グループが国内のパンを購入し、政府を通して配給することを提案し、同時に失脚していた元軍事大臣ウラジーミル・スホムリノフの釈放を決定した。プロトポポフは財界の支持を取り戻すため、戦争産業委員会などの公的機関の統制強化を図り、11月にドゥーマの解散を要求した。

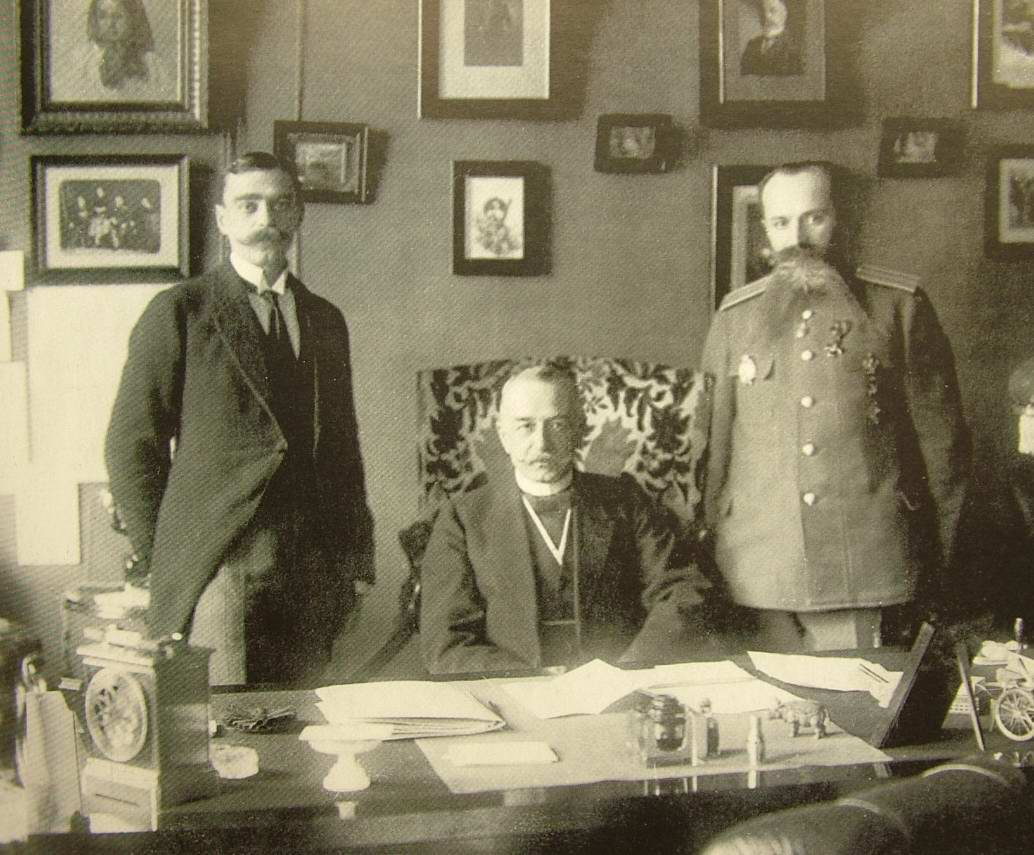
内相プロトポポフ（1916年）

11月10日、アレクサンドル・トレポフが首相に内定した。反ラスプーチン派のトレポフはラスプーチンが支持するプロトポポフに内相辞任と商務省就任を要求するが、プロトポポフは要求を拒否した。トレポフは首相就任の条件としてプロトポポフの解任を求め、一方のアレクサンドラは彼が内相に留任出来るように取り計らった。11月14日にトレポフはスタフカのニコライ2世に謁見し、「条件が受け入れられない場合は首相を辞任する」と述べた。11月17日には、外務大臣ニコライ・ポクロフスキーがアメリカ資本の誘致を主張してプロトポポフと対立し、辞表を提出する騒ぎが起きた。閣内から辞任を求める声が挙がっていたが、最終的に12月7日にニコライ2世はアレクサンドラの意見を受け入れ、プロトポポフの留任を決定した。留任の決定後、プロトポポフはゼムストヴォの活動を停止した。
プロトポポフは1912年にラスプーチンと出会い、それ以降ラスプーチンと密接な関係を構築していた。プロトポポフは梅毒に苦しんでおり、そのため精神的に不安定になることがあり、治療のためにラスプーチンやピョートル・バドマエフの元を頻繁に訪れていた。また、12月16日の夜にラスプーチンのアパートを訪問し「フェリックス・ユスポフの訪問を受け入れないように」と警告しているが、プロトポポフがアパートを離れた後、ラスプーチンはユスポフ公爵の訪問を受け入れ、翌17日に暗殺されてしまう。

### ロシア革命
1917年2月22日、多くの大工場の労働者がストライキを行った。3月8日の国際女性デー （旧暦2月23日）には、働く女性たちが通りに出て、飢餓、戦争、帝政に反対するデモを行った。2月23日、二月革命が勃発し、25日にニコライ・ゴリーツィン首相のアパートで開かれた閣議でポクロフスキーがニコライ・ゴリツィン内閣の総辞職を提案した。陸軍大臣ミハイル・ベリャエフ将軍は、プロトポポフが不安の主因であると考え、プロトポポフを解任することを提案した。しかし、プロトポポフは総辞職に反対し、ペトログラード軍管区司令官ニコライ・イワノフと共に、26日に治安部隊を指揮するバハーロフにデモ隊の強制排除を命令した。オフラーナは「首都の治安部隊は練度が低く、規律も乱れているので役に立たない」と忠告したが、プロトポポフはこの忠告を無視して出動命令を出し、その結果、治安部隊からデモ隊に寝返る部隊が現れた。外務大臣ニコライ・ポクロフスキーは、マリインスキー宮殿で開かれた閣議の席上で、ワシーリー・マコラコフ率いる進歩ブロックとの交渉について報告し、彼は政府退陣を求めたが、プロトポポフは譲らなかった。しかし、27日にゴリツィン内閣は総辞職する。プロトポポフは最後まで総辞職に反対し、独裁権の樹立を宣言したが、ほどなくして、彼の自宅と内務省はデモ隊に略奪され、プロトポポフはマリインスキー宮殿に避難した。翌28日午後11時にタヴリーダ宮殿のロシア臨時政府に投降した。プロトポポフは大広間に連行されたが、そこでは元閣僚たちが銃剣を持った兵士たちに取り囲まれていた。
臨時政府首相となったゲオルギー・リヴォフは、プロトポポフが希望するなら「病気」を理由に内相の辞任を認めると言及した。「辞任」したプロトポポフはゴリツィンら元閣僚と共にペトロパヴロフスク要塞に収監された。収監後、ペトロパヴロフスク要塞でロシア臨時政府特別調査委員会による取り調べを受けたプロトポポフは、内相時代の活動について詳細な供述調書を書いたが、やがて幻覚に苦しむようになり、軍病院に搬送された。十月革命が発生してボリシェヴィキ政権が樹立されると、モスクワに移送され、タガンカ刑務所に収監された。チェーカーによってモスクワで処刑された。処刑命令には彼の精神状態が健康であることが暗示されていた。

### ラスプーチンとの関係
ラスプーチンは、前任者のスチュルメルよりもプロトポポフと親密な関係にあり、1912年から関係構築を築いていた。プロトポポフは進行した梅毒に苦しんでおり、身体的に弱く、精神的に不安定で、神秘的で深い迷信的な状態に陥っていた。プロトポポフはピョートル・バドマエフとラスプーチンのもとを治療のために頻繁に訪れていた。1916年12月29日夜、プロトポポフはラスプーチンに、フェリックス・ユスポフを訪ねないよう促したが、ラスプーチンはこの忠告を無視し、数時間後にペトログラードのユスポフ邸で殺害された。プロトポポフはその後、降霊会で、死んだラスプーチンに助言を求めたとされている。

## 家族
ニジニ・ノヴゴロド士官候補生隊長・ノソビッチの娘オリガ・パヴロヴナ・ノソヴィッチと結婚。
プロトポポフの孫であるセルゲイ・プロトポポフは、第二次世界大戦中、1943年から第33SS武装擲弾兵師団の隊列に属し、ドイツ側としてソ連軍と戦い、1945年5月1日、ベルリン市街戦中のベルリン・テンペルホーフ空港付近で戦死した。 「セルゲイ」に関する情報や家族からの信頼できる情報によれば、この名は偽名である。

## 精神異常
同時代の人々は、内務大臣としてのプロトポポフの行動が精神的に異常であったことをほぼ全員一致で示唆していた。国会議長のミハイル・ロジャンコは、臨時調査委員会の証言で次のように報告している。
国家にとって最も有害で、この荒廃にとって最も恐ろしい人物は、プロトポポフであることが判明した。 しかし、このようなことをしたのは、価値のない、取るに足らない男だ。 彼は誇大妄想の持ち主で、ある種の千里眼の持ち主だ......目を丸くした途端、耳の聞こえないライチョウのようになる。 私は、プロトポポフが異常な人間であると断言する。
プロトポポフは1900年代初頭から、有名なチベット人医師のピョートル・バドマエフの治療を受けていたことを臨時調査委員会の証言で報告した。1915年から1916年にかけて、プロトポポフは精神病の発作を起こし、四つん這いになって走ったり、床に転がったり、自殺を図ったりして、完全に自分をコントロールできなくなってしまった。バドマエフに失望したプロトポポフは、有名な精神科医ウラジーミル・ベヒテレフのカウンセリングを受けた。プロトポポフの精神状態は、パウロ要塞に収監されている間にさらに悪化し、幻覚に苦しみ、自分の思考を読み取る機械が独房に設置されていると信じていた。1917年9月、プロトポポフはニコライエフ軍病院に移送され、医学的検査を受けた。専門家は、彼が双極性障害に患ったことを立証した。にもかかわらず、1917年10月30日、ペトログラード地方裁判所はプロトポポフを精神的に健康であると宣言した。